# 포르투갈어 사용국 공동체
포르투갈어 사용국 공동체(포르투갈語 使用國 共同體, 포르투갈어: Comunidade dos Países de Língua Portuguesa, Community of Portuguese Language Countries, 약칭 CPLP)는 포르투갈어를 공용어로 사용하고 있는 국가간의 친목과 단합을 다지기 위함을 목적으로 하는 국제 기구이다. 포르투갈어를 공용어로 하는 국가들의 인구 총합은 약 2억 8000만 명에 달하며, 국토 총면적은 1077만 2천 평방미터에 달한다.

## 회원국
| 국가            | 지위   | 가입년도 | 공용어                         | 대륙         | 인구        |
| --------------- | ------ | -------- | ------------------------------ | ------------ | ----------- |
| 포르투갈        | 회원국 | 1996     | 포르투갈어                     | 유럽         | 10,617,575  |
| 브라질          | 회원국 | 1996     | 포르투갈어                     | 남아메리카   | 186,757,608 |
| 앙골라          | 회원국 | 1996     | 포르투갈어                     | 아프리카     | 15,941,000  |
| 모잠비크        | 회원국 | 1996     | 포르투갈어                     | 아프리카     | 21,397,000  |
| 카보베르데      | 회원국 | 1996     | 포르투갈어                     | 아프리카     | 499,796     |
| 기니비사우      | 회원국 | 1996     | 포르투갈어                     | 아프리카     | 1,586,000   |
| 상투메 프린시페 | 회원국 | 1996     | 포르투갈어                     | 아프리카     | 157,000     |
| 동티모르        | 회원국 | 2002     | 포르투갈어, 테툼어             | 오세아니아   | 1,115,000   |
| 적도 기니       | 회원국 | 2014     | 포르투갈어, 스페인어, 프랑스어 | 아프리카     | 1,014,999   |
| 모리셔스        | 참관국 | 2006     | 영어, 프랑스어                 | 아프리카     | 1,264,866   |
| 세네갈          | 참관국 | 2008     | 프랑스어                       | 아프리카     | 11,658,000  |
| 조지아          | 참관국 | 2014     | 조지아어                       | 아시아       | 4,555,911   |
| 나미비아        | 참관국 | 2014     | 영어                           | 아프리카     | 2,020,916   |
| 튀르키예        | 참관국 | 2014     | 튀르키예어                     | 아시아, 유럽 | 75,627,384  |
| 일본            | 참관국 | 2014     | 일본어                         | 아시아       | 127,433,494 |

### 후보국/후보지역
| 국가/지역  | 관심 지위 | 공용어               | 대륙       | 인구        | 출처        | 논의 시기                          |
| ---------- | --------- | -------------------- | ---------- | ----------- | ----------- | ---------------------------------- |
| 안도라     | 참관국    | 카탈루냐어           | 유럽       | 71.822      | [ 3 ]       | 2010년 8차 루안다 정상회담         |
| 모로코     | 참관국    | 아랍어               | 아프리카   | 33.757.175  | [ 3 ] [ 4 ] | 2010년 8차 루안다 정상회담         |
| 필리핀     | 참관국    | 타갈로그어, 영어     | 아시아     | 90.500.000  | [ 3 ]       | 2010년 8차 루안다 정상회담         |
| 갈리시아   | 참관지역  | 갈리시아어, 스페인어 | 유럽       | 2,762,198   | [ 5 ]       | 스페인 정부 승인에 따라 유동적     |
| 마카오     | 정회원국  | 포르투갈어, 광둥어   | 아시아     | 520,400     | [ 3 ]       | 중국 정부 승인에 따라 유동적       |
| 말라카     | 참관국    | 말레이어             | 아시아     | 733,000     | [ 5 ]       | 말레이시아 정부 승인에 따라 유동적 |
| 고아       | 정회원국  | 콘칸어               | 아시아     | 1,625,438   | [ 5 ]       | 인도 정부 승인에 따라 유동적       |
| 크로아티아 | 참관국    | 크로아티아어         | 유럽       | 4,453,500   | [ 6 ]       | 2012년 9차 마푸투 정상회담         |
| 루마니아   | 참관국    | 루마니아어           | 유럽       | 22,246,862  | [ 6 ]       | 2012년 9차 마푸투 정상회담         |
| 우크라이나 | 참관국    | 우크라이나어         | 유럽       | 46,372,700  | [ 6 ]       | 2012년 9차 마푸투 정상회담         |
| 인도네시아 | 참관국    | 인도네시아어         | 아시아     | 234,693,997 | [ 4 ]       | 2012년 9차 마푸투 정상회담         |
| 베네수엘라 | 참관국    | 스페인어             | 남아메리카 | 28,199,822  | [ 6 ]       | 2012년 9차 마푸투 정상회담         |
| 우루과이   | 참관국    | 스페인어             | 남아메리카 | 3,286,314   |             | 2012년 9차 마푸투 정상회담         |

## 정상회담
| 횟수    | 개최국          | 도시       | 연도 |
| ------- | --------------- | ---------- | ---- |
| 제 1회  | 포르투갈        | 리스본     | 1996 |
| 제 2회  | 카보베르데      | 프라이아   | 1998 |
| 제 3회  | 모잠비크        | 마푸투     | 2000 |
| 제 4회  | 브라질          | 브라질리아 | 2002 |
| 제 5회  | 상투메 프린시페 | 상투메     | 2004 |
| 제 6회  | 기니비사우      | 비사우     | 2006 |
| 제 7회  | 포르투갈        | 리스본     | 2008 |
| 제 8회  | 앙골라          | 루안다     | 2010 |
| 제 9회  | 모잠비크        | 마푸투     | 2012 |
| 제 10회 | 동티모르        | 딜리       | 2014 |

## 같이 보기
- 포르투갈어 공용 아프리카 국가
- 루소포니아 경기 대회

## 참고 문헌
1. 1 2 3 4  “Geórgia, Namíbia, Turquia e Japão admitidos como observadores associados na CPLP” (포르투갈어). 2014년 7월 23일에 확인함.
2. 1 2 3 4  “CPLP: Geórgia, Namíbia, Turquia e Japão admitidos como observadores associados” (포르투갈어). 2015년 5월 8일에 원본 문서에서 보존된 문서. 2014년 7월 23일에 확인함.
3. 1 2 3 4  포르투갈 외무부 (2005년 11월 23일). “O papel estratégico da CPLP” (포르투갈어). 2010년 2월 20일에 확인함.[깨진 링크(과거 내용 찾기)]
4. 1 2  Agência Lusa (2008년 11월 19일). “CPLP: Indonésia pretende estatuto de observador - embaixador Lopes da Cruz” (포르투갈어). 2007년 12월 23일에 원본 문서에서 보존된 문서. 2010년 2월 20일에 확인함.
5. 1 2 3  Agência Lusa (2008년 7월 10일). “CPLP: Galiza com estatuto de observador associado só com «sim» de Madrid” (포르투갈어). 2009년 2월 21일에 원본 문서에서 보존된 문서. 2010년 2월 20일에 확인함.
6. 1 2 3 4  FIEL, Jorge (2008년 7월 16일). “Venezuela, Ucrânia e Croácia querem ser da CPLP” (포르투갈어). Diário de Notícias. 2014년 4월 14일에 원본 문서에서 보존된 문서. 2010년 2월 20일에 확인함.